# Tarifa Jet
Il Tarifa Jet è un catamarano appartenente alla compagnia di navigazione danese DFDS.

## Servizio
Varato l'8 febbraio 1997 nel cantiere navale Incat Australia Pty. Ltd. di Hobart con il nome di HSC Incat 043 e completato il 21 marzo successivo, viene subito disarmato e messo in vendita.
Nel giugno del 1997 viene venduto alla SNAV e, ribattezzato Siclia Jet, prende servizio nel luglio successivo nei collegamenti tra Napoli e Palermo in concorrenza ai normale traghetti.
Nel maggio del 2004 viene ribattezzato Sardinia Jet e trasferito a partire dal mese successivo nei collegamenti tra Napoli e Golfo Aranci.
Il 5 settembre 2004 termina il servizio nei collegamenti verso la Sardegna.
Nel 2005 viene ribattezzato Pescara Jet e dal 26 giugno all'11 settembre dello stesso anno opera nei collegamenti tra Pescara, Hvar e Spalato.
Nell'aprile del 2006, con l'ingresso in flotta dei nuovi traghetti SNAV, viene venduto alla FRS Iberia, dalla quale viene ribattezzato Tarifa Jet. Nel mese successivo prende servizio nei collegamenti tra Algeciras, Tarifa, Gibilterra e Tangeri Med.
Dal 19 al 30 luglio 2008 opera solo nei collegamenti tra Algeciras e Tangeri Med.
Nel settembre del 2023, con l'acquisizione della compagnia armatrice da parte della DFDS, viene trasferito sotto le insegne di quest'ultima, continuando ad operare nello stretto di Gibilterra.
Il 28 marzo 2025 viene trasferito nei collegamenti tra Saint-Malo e l'Isola di Jersey, dove opera tutt'oggi.

## Navi gemelle
- Champion Jet 1
- Champion Jet 2
- Champion Jet 3